# Mick McDermott
Michael McDermott (Belfast, Észak-Írország, 1974. február 7. –) északír labdarúgó és labdarúgóedző, 2024-től az ír Cobh Ramblers igazgatója.

## Fiatalkora
A Belfast Boys’ Model Schoolba járt és a Cliftonville FC, valamint a Lisburn Distillery FC játékosa volt. Az U18-as válogatott három mérkőzésén játszott.
Ösztöndíjjal beiratkozott a Rhode Island-i Egyetemre. Később a United Soccer League II-es divíziójában játszott.

## Pályafutása
A legnagyobb közel-keleti klubok edzőhelyettese, valamint a 2014-es világbajnokság selejtezőjének idején az iráni labdarúgó-válogatott erőnléti edzője volt. 2017. július 2-án az Esteghlal FC igazgatóhelyettese lett; október 30-án közös megegyezéssel távozott. 2018–2019-ben újra az iráni válogatott munkatársa lett.
2019. március 31-én a Glentoran FC edzője lett, mivel elődje, Gary Smyth nem rendelkezett a szükséges UEFA-képesítéssel. Első szezonjában 2–1-es eredményt értek el és játszottak a 2021-es Európa-liga selejtezőjében. Az első körben legyőzték a HB Tórshavnt, de utána kikaptak a Motherwell FC-től. A gyenge szezont követően 2023 januárjában elbocsátották.
2023–2024-ben a katari labdarúgó-válogatott helyettese volt, majd 2024. december 4-án a Cough Ramblers igazgatója lett.

## Családja
1996-ban feleségül vette Karlát. Két fiuk és két lányuk született.

## Díjai
- Északír labdarúgókupa (2019–2020)
- Atlantic 10 Conference év egyetemi sportolója (1995)[10]

## Edzőségi statisztika
A 2022. július 2-ai állapot szerint.
| Csapat        | Időszak                                 | Eredmény | Eredmény | Eredmény | Eredmény | Eredmény | Eredmény | Eredmény | Eredmény |
| Csapat        | Időszak                                 | P        | W        | D        | L        | GF       | GA       | GD       | Win%     |
| ------------- | --------------------------------------- | -------- | -------- | -------- | -------- | -------- | -------- | -------- | -------- |
| Esteghlal FC  | 2017. szeptember 21. – 2017. október 2. | 1        | 1        | 0        | 0        | 2        | 1        | +1       | 100%     |
| Glentoran FC  | 2019. március 31. – 2023. január 17.    | 158      | 92       | 32       | 34       | 294      | 152      | +142     | 58,23%   |
| Cobh Ramblers | 2024. december 4. –                     | 0        | 0        | 0        | 0        | 0        | 0        | +0       | –        |
| Összesen:     | Összesen:                               | 159      | 93       | 32       | 34       | 296      | 153      | +143     | 58,49%   |

## Fordítás
- Ez a szócikk részben vagy egészben  a   Mick McDermott című angol Wikipédia-szócikk ezen változatának fordításán alapul.  Az eredeti cikk szerkesztőit annak laptörténete sorolja fel. Ez a jelzés csupán a megfogalmazás eredetét és a szerzői jogokat jelzi, nem szolgál a cikkben szereplő információk forrásmegjelöléseként.